# Ареналь, Луис
Луи́с Арена́ль Баста́р (исп. Luis Arenal Bastar, 1908/1909, Теапа, Табаско или Мехико — 7 мая 1985, Мехико) — мексиканский художник-муралист, литограф и скульптор. Политический активист, участник коммунистического движения.

## Биография
Ареналь родился в 1909 году в городе Теапа, штат Табаско, на юге Мексики.  Его семья переехала в Агуаскальентес, но после гибели отца, сражавшегося за Мексиканскую революцию, мать с детьми переехали в Мехико.
В 1924 г. уехал в США, в 1926 вернулся в Мексику. С 1927 по 1928 он изучал право и технику скульптуры в Мехико, в Национальной школе искусств. В 1930 г. начал рисовать картины. С 1932 г. работал в творческой группе Давида Альфаро Сикейроса. В 1937 году совместно с Сикейросом работал над фресками «Портрет буржуазии» и «Марш человечества». В 1939—1940 годах работал над росписью Союза мексиканских электриков вместе с Жозепом Ренау.
Стал первым секретарем Лиги революционных писателей и художников Мексики. Был одним из основателей Салона мексиканской пластики и Мастерской народной графики — художественного общества мексиканских художников-графиков, ставившего своей целью служение идеям мексиканской революции и поддержки либерального правительства в проведении реформ.
С 1972 по 1976 год, совместно с архитектором Лоренцо Карраско, работал над созданием памятника политическому и государственному деятелю, национальному герою Мексики, Бенито Хуаресу.  Монумент Cabeza de Juárez, высотой 13 метров, шириной 9 метров и весом белее 6 тонн, построен из крупных металлических пластин, украшенных росписью.
Фрески, украшающие массивный постамент, должны были быть выполнены Сикейросом, но болезнь и смерть помешали художнику, и фрески были написаны Арсеналем. Памятник в настоящее время открыт, и в нем находится небольшой музей, в котором есть постоянная экспозиция, посвященная политической жизни президента Мексики.

## Интересные факты
Сестра Луиса — Анхелика — стала женой Давида Альфаро Сикейроса. Вместе со своим братом Леопольдо и Давидом Сикейросом участвовал в нападении на виллу  Троцкого с целью похищения документов, дискредитирующих деятельность последнего.